# Amblygobius semicinctus
Espèce
Le gobie à demi-bandes, Amblyeleotris semicinctus, est une espèce de gobies de la famille des gobiidés. 

## Description
Poisson de petite taille, le gobie à demi-bandes ne mesure pas plus de 11 cm. Sa robe est à dominante beige clair à vert très pâle avec des lignes longitudinales rouge-brun et des points au niveau de la tête. Une barre plus sombre part de l'extrémité du museau et traverse l’œil puis se fond avec les autres lignes longitudinales. Le corps est également marqué par 4 à 6 barres sombres verticales ainsi que par des ocelles sombres sur l'opercule, la première nageoire dorsale et une petite tache noire sur la partie supérieure de la nageoire caudale.

## Distribution & habitat
Amblyeleotris semicinctus se rencontre dans la partie occidentale de l'Océan Indien soit de l'archipel des Maldives aux côtes orientales africaines. Il affectionne les zones sablonneuses dans les lagons ou les baies abritées et peu profonds, vivant en général en couple dans un terrier qu'il creuse de préférence sous une roche ou un débris solide.

## Biologie
Ce gobie est carnivore et se nourrit de petits invertébrés et d'algues qu'il mange après filtrer dans sa bouche le sable à proximité de son abri.